# Chiriqui (província)
Chiriqui (Chiriquí) é uma província do Panamá. Possui uma área de 6.476,50 km² e uma população de 416,873 habitantes dos quais 51% são homens e 49% mulheres(censo 2010), perfazendo uma densidade demográfica de 56,94 hab./km². Sua capital é a cidade de David.
A província está dividida em 13 distritos (capitais entre parênteses):
- Alange (Alanje)
- Barú (Puerto Armuelles)
- Boquerón (Boquerón)
- Boquete (Bajo Boquete)
- Bugaba (La Concepción)
- David (David)
- Dolega (Dolega)
- Gualaca (Gualaca)
- Remedios (Remedios)
- Renacimiento (Río Sereno)
- San Félix (Las Lajas)
- San Lorenzo (Horconcitos)
- Tolé (Tolé)

Economia
Sua economia é baseada principalmente na agricultura e pecuária. E importante resaltar a grande atividade comercial que se registra na cidade de David, capital da província e a terceira maior cidade do país em importância. Além disso, nos últimos anos, a província tornou-se em uma das mais visitadas por turistas, gerando milhões de dólares para a região; o crescimento no setor é tão grande que as autoridades ja investiram na remodelação e expansão do aeroporto Internacional Enrique Malek para aumentar a capacidade de receber mais voos e aviões maiores do exterior.